# Lancia Trikappa
La Lancia Trikappa est une automobile très haut de gamme fabriquée par le constructeur italien Lancia de 1922 à 1925.
En 1922, Vincenzo Lancia, en attendant de terminer les essais de qualification de la révolutionnaire Lambda, décida de commercialiser aux côtés de la Kappa mais pas la remplacer, sa première voiture disposant d'un moteur en V, la « Trikappa ». Cette nouvelle voiture disposait d'un V8 étroit avec des soupapes en tête qui, malgré une légère diminution de la cylindrée, développait 100 HP et permettait d'atteindre facilement une vitesse de 130 km/h.
La Trikappa, après une première « pré-série » de 50 exemplaires, sera fabriquée en deux séries successives jusqu'en 1925, pour atteindre la production remarquable, pour l'époque, de 847 exemplaires. Après les 50 premiers exemplaires, 450 exemplaires de la 1re série seront produits entre 1922 et 1923, puis 347 exemplaires dans la seconde série entre 1923 et 1925. Cette seconde série bénéficia d'un nouveau train avant équipé de freins à tambours et de l'ajout de tambours sur les roues arrière.
Curiosité : à cette époque, les roues avant n'étaient pas équipées de freins. Ce n'est qu'à partir de 1923 et la seconde série que la Trikappa recevra des freins à tambours sur les quatre roues. Lancia rappela 358 voitures de la première série pour leur faire bénéficier de cette mesure technique.

## Caractéristiques techniques
- Période de fabrication : 1922 - 1925.
- Moteur : Tipo 68 ; moteur placé longitudinalement à l'avant, V8 étroit 14° (selon certaines sources, l'angle aurait été de 22°), alésage 75 mm, course 130 mm, cylindrée 4 594,58 cm3, distribution à soupapes en tête (deux soupapes par cylindre) avec un arbre à cames central en tête, culbuteurs ; vilebrequin sur cinq paliers ; taux de compression 5,1:1, puissance maximum 98 ch à 2 500 tr/min ; alimentation gravitaire et carburateur monocorp horizontal Zenith type 36 DHK ; allumage par magnéto à haute tension avec avance automatique ; lubrification forcée, capacité du circuit de lubrification 8,5 L ; refroidissement par liquide à circulation forcée, radiateur en tube à ailettes, ventilateur mécanique.
- Installation électrique : 12 V, dynamo 12,5 W, batterie 100 Ah.
- Transmission : arbre avec cardans, traction sur les roues arrière ; embrayage multidisque à sec (neuf couples de disques) ; boîte de vitesses en alliage d'aluminium, 4 rapports plus marche arrière, levier central ; rapports de boîte : 4,651:1 en 1re, 2,326:1 en 2e, 1,550:1 en 3e, prise directe (1:1) en 4e, 3,521:1 en marche arrière ; rapport de réduction final (engrenages coniques) 3,9167:1 (12/47).
- Suspensions : avant et arrière par essieu rigide avec lames longitudinales semi-elliptiques.
- Freins : sur la 1re série frein au pied agissant sur la transmission et frein à main mécanique agissant sur les tambours des roues arrière ; sur la 2e série frein mécanique au pied agissant sur les quatre tambours des roues et frein à main mécanique agissant sur les tambours des roues arrière.
- Roues et pneumatiques : roues à rayons ou jantes en acier ; pneumatiques 895 x 135.
- Direction : position de conduite à droite (conformément au code italien de l'époque) ; direction à vis.
- Réservoir de carburant : capacité 80 L.
- Châssis : en acier, longerons et traverses ; empattement 338,4 cm, voie avant 136,5 cm, voie arrière 137 cm ; longueur du châssis 497 cm, largeur du châssis 162 cm ; poids du châssis en ordre de marche 1 360 kg.
- Prestations : vitesse maxi plus de 130 km/h (28 km/h en 1re, 56 en 2e, 85 en 3e, plus de 130 en 4e).
- Prix : carrosserie torpedo 69 000 lires.
- Numérotation des châssis : du no 1 au no 847 (847 exemplaires fabriqués).

## Curiosités
- Le poète Gabriele D'Annunzio était tellement satisfait de sa Trikappa torpedo, qu'il lui a dédié le poème Parva igni scintilla meo (Une petite étincelle suffit à m'enflammer).
- À bord de sa Trikappa, en 1922, le maître Giacomo Puccini effectua un voyage de plus de 3 000 km à travers l'Europe.

## Sources
- Lancia - Tutti i modelli de novecento, RuoteClassiche / Quattroruote, 2010.
- Storia della Lancia — Impresa Tecnologie Mercati 1906–1969, Fabbri Editori, 1992.